# Myriam Gagnaire
Pour les articles homonymes, voir Gagnaire.
Myriam Gagnaire, née le 27 mars 1969, est une actrice de télévision et de théâtre française. Elle est également dramaturge et metteur en scène.

## Biographie
Myriam Gagnaire est née en Ardèche de père et de mère enseignants : professeur de philosophie et mathématiques pour l'un, de français et dessin pour l'autre.
Durant ses années de Conservatoire, elle travaille pour diverses compagnies théâtrales lyonnaises, dont celle de Dimma Vezzanni sur plusieurs spectacles de Commedia Dell'arte, et celle d'Arlette Allain à la Comédie de Saint-Étienne lors de sa formation de préparation au concours d'entrée des Conservatoires d'Art Dramatique.

### Parcours professionnel
Durant dix années elle participe aussi à de nombreux festivals médiévaux avec un trio voix et guitares, Les troubadours du Roy. Là, elle joue et chante en rue autour de cracheurs de feu, d'échassiers, de fakirs, de jongleurs, lanceurs de couteaux et magiciens… Elle gardera toujours ce goût pour les Arts de la rue, que l'on retrouve souvent  dans les mises en scène de ses créations théâtrales.
Aux côtés de Natasha Berger, Richard Perret, Elsa Perucchetti et Philippe Saïd, elle s'engage pour un temps dans la folle histoire de la  LILY , née du désir de comédiens professionnels lyonnais de faire des matchs et du théâtre d'improvisation. Le premier a eu lieu en septembre 1991 au Rail Théâtre, devant 350 spectateurs.

### Théâtre et politique
Elle participe durant plus de cinq ans à l'aventure collective des créations de La fille du pêcheur fondée en 1991 sous la direction de Franck Taponnard  avec entre autres Libertaad ou un jour de grand soleil, je connais le secret pour renverser les montagnes, Sale temps pour les héros. Une compagnie où la création artistique se mêle à un travail sur les territoires et les publics éloignés de l'accès à la culture.
Elle travaille sur la pièce Revoir les cerisiers en fleurs en collaboration avec Roger Lombardot avec pour partenaire Pierre Santini, un spectacle parrainé par Jean Ferrat. Pièce à deux personnages racontant l'histoire d'un pianiste emprisonné pour avoir joué de la musique devant des paysans et qui s'inspire du  parcours du célèbre pianiste argentin Miguel Ángel Estrella qui fut emprisonné pour avoir hébergé un opposant politique uruguayen.

### Écriture et mise en scène
Elle écrit pour le théâtre jeune public : L'Aventure sera jouée plus de 50 fois dans les théâtres et salles de la région lyonnaise, création au théâtre des Clochards Célestes soutenue par la DRAC Rhône Alpes et le Conseil général du Rhône.
Accueillie en résidence à l'Espace Baudelaire de Rillieux-la-Pape pour sa deuxième création, elle s'inscrira dans la politique culturelle de la ville axée vers les jeunes populations dites « sensibles » et écrira Shambâya ou la lutte contre les ténèbres coproduit par le Théâtre de Vals-les-Bains.
Puis, Les Passagers de la terre qui renoue avec le théâtre de rue et fait découvrir au public les peuples nomades du monde dénonçant leur extermination, leur mise en exclusion et leurs difficultés. Un spectacle itinérant qui se jouera devant plus de 7 000 petits spectateurs. En résidence à l' Espace Louise Labé à Saint-Symphorien-d'Ozon et en partenariat avec le Centre Culturel Associatif en Beaujolais (diffusion des spectacles en milieux ruraux).
Sans oublier les théâtres municipaux de Tournon, Montélimar, Annonay, La Seyne-sur-Mer, Asnières, Nice, Lausanne, Morges, Estavayer-le-lac, l'Espace culturel Jean Boucher à Forges-les-Eaux, l'Espace Maurice Béjart à Verneuil-sur-Seine, le Polygone à Chevigny, le Centre des arts d'Enghien, le Centre culturel des Carmes et d'autres.

### Télévision
À la télévision, elle tourne dès 1990 dans les séries policières Le Lyonnais dont Cérémonie religieuse par Bernard Dumont, Contrats sanglants, Sanguine sous la direction de Paul Vecchiali et Taggers sous la direction de Cyril Collard, ainsi que dans des téléfilms comme Lucile et le petit prince, ou le premier court-métrage d'Éric Guirado, Lonelytude. En 2005, elle tourne Papa est formidable, un téléfilm de Dominique Baron.

### Émissions de télévision
De 1993 à 1997, elle anime et coprésente sur France 3 en diffusion nationale Evasion, un magazine nature avec le naturaliste Michel Huet.
Puis, sur France 3 Nationale et TV5 Monde, elle présente tous les samedis de 2000 à 2008 l'émission sur le jardinage Côté jardins (2,5 millions de téléspectateurs).

### Comédies musicales
Elle interprète le rôle d'Éphémère dans La sorcière Éphémère avec la compagnie l'Artscène, sous la direction artistique de Dominique Lefebvre présentée à Paris à l'Espace Paris Plaine, au Trianon, au Festival d'Avignon, et en tournée. Toujours avec la Compagnie l'Artscène, elle interprète Jacotte dans une nouvelle création musicale CrocDur le pirate, puis Sadjiv dans Le savetier de Thanjavur.

## Filmographie
- 2023 : Flo de Géraldine Danon